# Kirkaby

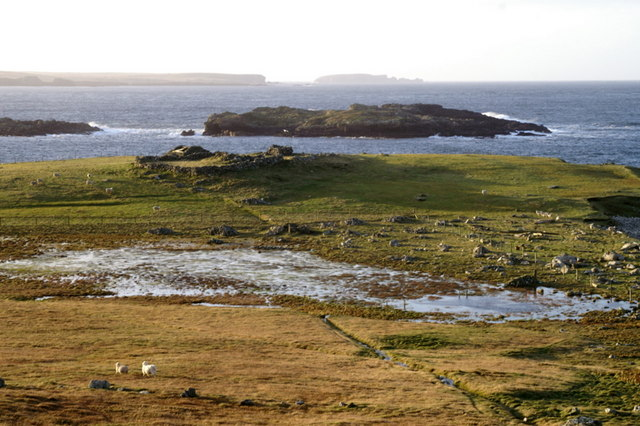
Kirkaby und die Insel Lang Holm

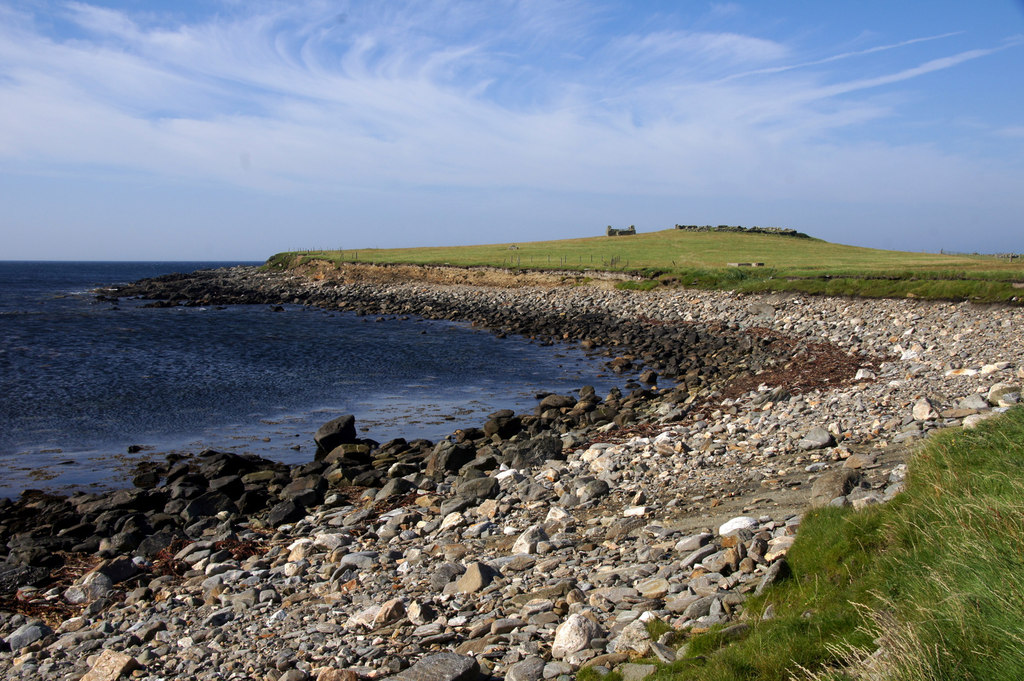
Blick auf Kirkaby von Süden

Kirkaby ist eine ehemalige Siedlung, die im Nordosten der zu Schottland zählenden Shetlands lag.

## Geographie
Kirkaby lag im Südwesten der Insel Unst in der Nähe der Küste, leicht oberhalb des North Sounds im Westen. Die nächstgelegene Ortschaft ist Westing, 800 Meter in südöstlicher Richtung.

## Historisches
Im Rahmen der historischen Gliederung Schottlands in Civil Parishes zählt Kirkaby zu Unst. Die Überreste der Kirche sind 1998 als Scheduled Monument eingestuft worden.